# Aproteles bulmerae
Aproteles bulmerae är ett däggdjur i familjen flyghundar och den enda arten i släktet Aproteles.

## Upptäckt och systematik
Arten var i början bara känd från fossila kvarlevor som var 12000 till 9000 år gamla. Under 1970-talet hittades nyligen dödade individer av arten på en marknad. En expedition till regionen upptäckte 1992 en levande population.
Det vetenskapliga släktnamnet är det gammalgrekiska ordet aproteles (ofullständig framsida). Det syftar på framtänderna som saknas. Artepitetet hedrar fru S. Bulmer som utförde en utgrävning där de första fossilen hittades.
Aproteles bulmeraes närmaste släktingar utgörs enligt en fylogenetisk studie från 2002 av arterna i släktet Dobsonia.

## Utbredning och habitat
Flyghunden är bara känd från grottor som är glest fördelade över Nya Guineas centrala bergstrakter. Regionen ligger 1400 till 2400 meter över havet och är täckt av städsegrön skog och alpina gräsmarker.

## Utseende och ekologi
Hittills är bara en enda hona uppmätt. Den hade en kroppslängd (huvud och bål) av 24,2 cm och en svanslängd av 3,2 cm. Vikten var cirka 600 gram. I motsats till Dobsonia saknar arten framtänder i underkäken. Liksom hos Dobsonia är vingmembranen sammanvuxet på ryggen. Pälsen har huvudsakligen en brun färg.
Artens levnadssätt är nästan outredd. Den äter främst frukter och en hona med en enda unge blev observerad.

## Status
Denna flyghund jagas av Nya Guineas ursprungsbefolkning för köttets skull. Den hotas även av besökare i grottorna där den vilar. Potentiella hot är bränder som är vanliga i levnadsområdet. På grund av det mycket begränsade utbredningsområde och då beståndet minskar listas Aproteles bulmeraes av IUCN som akut hotad (CR).